# Чжан Дэгуан
Чжан Дэгуа́н (кит. упр. 张德广, пиньинь Zhāng Déguǎng род. 10 февраля 1941 года в Цзинине провинции Шаньдун) — китайский дипломат.

## Биография
Окончил факультет русской литературы Пекинского института иностранных языков (1965). Был направлен по распределению на работу в Министерство иностранных дел.
На работе в МИД КНР с 1965 года.
В 1965—1973 гг. работал в бюро переводов МИД КНР. В 1973—1977 гг. атташе посольства КНР в СССР. В 1977—1987 гг. второй, первый секретарь, затем заместитель начальника канцелярии китайско-советских переговоров в Департаменте по делам СССР и стран Европы МИД КНР. В 1987—1992 гг. советник посольства КНР в США. В 1992—1993 гг. посол КНР в Республике Казахстан. В 1993—1995 гг. начальник Департамента стран Восточной Европы и Центральной Азии МИД КНР. В 1995—2001 гг. заместитель Министра иностранных дел КНР. В 2001—2003 гг. посол КНР в Российской Федерации.
В мае 2003 г. на встрече глав государств-членов ШОС был назначен Исполнительным секретарем этой Организации, 15.01.2004 г. приступил к исполнению своих обязанностей на данном посту.
Ныне (2011) председатель Совета Китайского фонда международных проблем.

## Личная жизнь
Женат, имеет взрослых сына и дочь.

## Награды и звания
- Орден Дружбы (13 ноября 1999 года, Россия) — за большой вклад в развитие и укрепление российско-китайской дружбы и сотрудничества[2].
- Орден «Достык» I степени (10 декабря 2001 года, Казахстан) — за значительный вклад в укрепление мира, дружбы и сотрудничества между государствами и народами, а также в связи с 10-летием независимости республики[3][4].
- Орден «Данакер» (5 декабря 2006 года, Кыргызстан) — за выдающийся вклад в укрепление дружбы и кыргызско-китайского сотрудничества[5]
- Орден «Дружба» (26 августа 2011 года, Узбекистан) — за большой вклад в развитие отношений дружбы и партнёрства, всестороннего сотрудничества с Узбекистаном, укрепление взаимопонимания между народами и в связи с двадцатой годовщиной независимости Республики Узбекистан[6][7].
- Медаль «В память 300-летия Санкт-Петербурга».
- Нагрудный знак МИД России «За вклад в международное сотрудничество» (2007) — за вклад в международное сотрудничество[8]
- Благодарность Президента Российской Федерации (13 октября 2003 года, Россия) — за большой личный вклад в укрепление и развитие российско-китайских дружественных связей[9].
- Почётная грамота Республики Казахстан (25 декабря 2006 года, Казахстан) — за вклад в укрепление и развитие двусторонних отношений между Казахстаном и Китаем[10].
- Медаль 1 степени Общества российско-китайской дружбы.
- Памятный диплом за особый вклад в укрепление российско-китайской дружбы.
- Почётный профессор МГУ (2009) — за выдающийся вклад в достижение сотрудничества между Китаем и Россией[11].
- Является почётным Академиком российской Академии общественных наук (2003), почётным доктором Института Дальнего Востока РАН (2003).